# 權梨世
權梨世（日語：クォン・リセ，1991年8月16日—2014年9月7日），藝名Rise，韓裔日本籍女藝人，在日韓國人第四代，本貫安東權氏，常誤譯為「權麗世」。
在2013年3月7日，以五人團體Ladies' Code的成員正式出道，在队内担任副主唱、主领舞。
因2014年9月3日凌晨發生的嚴重車禍一直處於昏迷不醒，頭部重創，於9月7日韓國時間上午10時10分在母親及親屬的陪伴下過世，得年23歲。

## 早期生涯
在出道之前，权梨世是一名模特儿，并于2009年参加了第53届韩国小姐大赛，获得国际冬季竞赛大奖。其胞姊權梨愛亦曾得到韓國小姐大獎。
2011年，梨世因参加MBC的伟大的诞生，而与Keyeast签约。同年，與同為偉大的誕生出身的吳志勛（David Oh）出演了《我們結婚了》，組成物理夫婦，并一同拍摄了LG的广告——LG Optimus 3D。2013年，为了追求自己的音乐梦想，梨世结束了与Keyeast的合约，转到了Ladies' Code的所属公司Polaris Entertainment。
2013年3月7日她以五人團體Ladies' Code的成員正式以歌手身份出道。

## 车祸事件
2014年9月3日凌晨，Ladies' Code乘坐的車輛在韓國嶺東高速公路發生嚴重車禍，造成2死5傷。據韓國媒體的報導，梨世頭部及腹部傷勢嚴重，經紀公司亦表示：「梨世在11個小時內做了3、4次手術後，因血壓低而要停止手術，之後被安排入住深切治療部繼續觀察。」而她居住在日本的家人也趕往首爾探望。據警方工作人員透露，其乘坐車輛在嶺東高速公路距離仁川43公里處撞上防護墻，警方事後調查發現，駕駛以時速130公里超速行駛且暴雨導致路面濕滑致使車禍發生，時年21歲的成員高恩妃於車禍中不幸身亡，另外一名成員李昭政則傷勢嚴重，臉部骨折，亦送往醫院治療。
因交通事故一直處於昏迷不醒的權梨世，雖然醫生已經立即進行了11小時的手術以搶救她腦部的重傷，期間也因血壓過低、腦部腫脹等危險狀況而導致手術中斷，但最後仍無法挽回她的生命，於9月7日韓國時間上午10時10分在母親及親屬的陪伴下於亞洲大學附属醫院過世。梨世的靈堂定在了高麗大學大安岩病院葬禮儀式場301和302號，與恩妃的靈堂在一起，並於9月9日韓國時間上午9時出殯。由於其親人大多居住於日本，梨世的骨灰於9月10日下午1時由其母親帶返日本，預計會另外舉行喪禮，讓她在日本的親友正式道別，並在當地下葬。

## 作品

### 个人作品
| 年份   | 歌曲名稱      | 节目       |
| 2011年 | Hey Hey Hey   | 伟大的诞生 |
| 2011年 | Like A Virgin | 伟大的诞生 |

### 音樂錄影帶
| 發佈日期   | 歌曲名稱      | 歌手  |
| 2013年10月 | What You Want | Kanto |

### 綜藝節目

#### 固定出演
| 播映日期                     | 電視台 | 節目名稱                    | 集数               |
| 2011年6月18日－2011年9月17日 | MBC    | 我們結婚了                  | 第11－24回，共13回 |
| 2013年                       |        | The Reality of Ladies' Code |                    |

#### 嘉賓出演
| 播映日期                     | 電視台     | 節目名稱              | 备注               |
| 2010年11月5日－2011年6月3日  | MBC        | 偉大的誕生            |                    |
| 2011年6月25日－2011年9月17日 | MBC        | 改變世界的Quiz        |                    |
| 2013年3月16日                | SBS        | 挑戰千曲              | 与昭政             |
| 2013年6月9日                 | SBS        | Running Man           |                    |
| 2013年                       | SBS        | 一周的偶像            | 与Ladies' Code成员 |
| 2013年                       | KBS        | Mamma Mia             |                    |
| 2013年8月23日－2013年9月13日 | MBC        | Splash!               |                    |
| 2013年9月3日                 | SBS        | 話神-支配心靈者       |                    |
| 2013年10月16日               | MBC        | Weekly Idol           | 与Ladies' Code成员 |
| 2014年                       | Arirang TV | 《After School Club》 | 与Ladies' Code成员 |
| 2014年                       | MBC        | 《Idol School》       | 与Ladies' Code成员 |
| 2014年                       | Arirang TV | 《New Secret Box》    | 与Ladies' Code成员 |

## 獲獎
- 2009年：第53屆韓國小姐日本地區國際冬季競賽大獎
- 2009年：Miss Seven Luck

## 外部連結
- 權梨世日文介紹 （页面存档备份，存于）
- LADIES' CODE官方網站
- LADIES' CODE官方YouTube
- LADIES' CODE官方Facebook （页面存档备份，存于）
- LADIES' CODE官方Twitter （页面存档备份，存于）
- LADIES' CODE官方me2day
- Polaris官方YouTube （页面存档备份，存于）
- Polaris官方網站